# Lilium superbum
El martagón de Virginia (Lilium superbum) es una especie de planta bulbosa de la familia Liliaceae nativa del este y centro de Norteamérica.

## Descripción
Es una planta que alcanza los 25 dm de altura con unas 40 flores en cada tallo. Las flores varían en color, desde amarillo a naranja, con pétalos rojos y márgenes rojizos marrones con la base verde. Tiene condiciones de crecer en condiciones de humedad. 

## Taxonomía
Lilium superbum fue descrita por Carlos Linneo y publicado en Species Plantarum, Editio Secunda 1: 434. 1762.
Sinonimia
- Lilium canadense L. subsp. superbum (L.) Baker
- Lilium fortunofulgidum Roane & J.N.Henry
- Lilium gazarubrum Roane & J.N.Henry
- Lilium mary-henryae Roane & J.N.Henry[3]